# Fågelmannen (skulptur)
Fågelmannen är en staty i brons utförd av Bertram Schmiterlöw. Den står i Åkar-Pelles park i centrala Åkersberga.
Likadana statyer finns även på skolgården till Humanistiska Läroverket i Sigtuna samt i en privat minneslund i Österskär.